# Kristin Dattilo
Kristin Dattilo est une actrice américaine, elle est née le 30 novembre 1970 à Kankakee dans l'Illinois.
Elle est connue pour avoir joué Yola Gaylen dans The Chris Isaak Show entre 2001 à 2004. En outre, elle est apparue dans un épisode de Les Experts (CSI: Crime Scene Investigation), dans neuf épisodes de Dexter, dans trois épisodes de Tracey Takes On, ainsi que de nombreuses apparitions à la télévision dans d'autres séries, comme Beverly Hills 90210, Angel, Friends, Veronica Mars et A Half Men.

## Biographie

### Vie privée
Kristin Dattilo est mariée depuis 2004 à Jason Keller avec qui elle a eu une petite fille Eve Valentine Keller née le 4 décembre 2007. Le 10 novembre 2010, Kristin accouche d'une seconde fille Quinn Loving Keller.

## Filmographie

### Cinéma
- 1990 : The Legend of Grizzly Adams : Kimberly
- 1990 : Miroir (Mirror Mirror) : Nikki Chandler
- 1991 : Pyrates : Pya
- 1998 : Some Girl de Rory Kelly

### Télévision
- 1990 : 21 Jump Street : Allison
- 1990 : Hull High (en) : D.J / D.J.
- 1991 : Beverly Hills 90210 : Melissa Coolidge
- 1991 : Parker Lewis ne perd jamais : Rita (saison 2 épisode 3 : À plein tube)
- 1995 : De l'amour à l'enfer : Sharon Liner
- 1995 : The Office : Deborah Beaumont
- 1996 : Local Heroes : Bonnie
- 1997 : Hitz : Angela
- 1997 : Tracey Takes On... : Marmalade Granger
- 1998 : Ally McBeal : Laura Payne
- 1999 : Friends : Caitlin
- 2001 : The Chris Isaak Show : Yola
- 2001 : Parents à tout prix : Hope
- 2003 : Mon oncle charlie saison 1 : Cindy
- 2003 : Coronado : Claire Winslow
- 2008 : Dexter : Barbara Gianna
- 2009 : Southland : Karen Campbell
- 2009 : The Amazing Mrs. Novak : Goldie
- 2012 : Audrey : Monica